# Bombus cerdanyensis
Bombus cerdanyensis (saknar svenskt namn) är en utdöd insekt i överfamiljen bin (Apoidea) och släktet humlor (Bombus).
Arten är en utdöd humla, som levde under sen Miocen, mellan 8,7 och 11,6 miljoner år före nutid. Den återfanns 2014 vid Bellver de Cerdanya, en mindre stad i Spanien. Huvud, bak- och högervingar saknas, medan mellan- och bakkropp var ofullständiga. Vänster framvinge var 13,3 mm lång, och som mest 4,6 mm bred. Vingfärgen var mörk. Det har inte gått att placera arten i något undersläkte.